# Чиллікоті (Огайо)
Чиллікоті (англ. Chillicothe, вимовляється ˌtʃɪlɨkɒθi) — місто (англ. city) в США, адміністративний центр округу Росс штату Огайо. Населення — 22 059 осіб (2020). Розташоване на півдні штату Огайо біля річки Сайото. Назва міста походить від слова мови індіанців Шоні Chalahgawtha, що означало «головне селище». Місто Чиллікоті було першою та третьою столицею штату Огайо.

## Географія
Чиллікоті розташоване за координатами 39°20′19″ пн. ш. 82°59′39″ зх. д. / 39.33861° пн. ш. 82.99417° зх. д. (39.338660, -82.994059).  За даними Бюро перепису населення США в 2010 році місто мало площу 27,44 км², з яких 27,01 км² — суходіл та 0,43 км² — водойми.

## Демографія
Згідно з переписом 2010 року, у місті мешкала 21 901 особа в 9420 домогосподарствах у складі 5559 родин. Густота населення становила 798 осіб/км².  Було 10600 помешкань (386/км²).
Расовий склад населення:
| - 88,1 % — білих - 7,2 % — чорних або афроамериканців - 0,5 % — азіатів - 0,3 % — корінних американців |

До двох чи більше рас належало 3,4 %. Частка іспаномовних становила 1,3 % від усіх жителів.
За віковим діапазоном населення розподілялося таким чином: 21,8 % — особи молодші 18 років, 60,3 % — особи у віці 18—64 років, 17,9 % — особи у віці 65 років та старші. Медіана віку мешканця становила 41,5 року. На 100 осіб жіночої статі у місті припадало 90,8 чоловіків;  на 100 жінок у віці від 18 років та старших — 85,7 чоловіків також старших 18 років.
Середній дохід на одне домашнє господарство  становив 50 876 доларів США (медіана — 37 413), а середній дохід на одну сім'ю — 61 071 долар (медіана — 47 482). Медіана доходів становила 40 780 доларів для чоловіків та 35 460 доларів для жінок. За межею бідності перебувало 24,3 % осіб, у тому числі 35,1 % дітей у віці до 18 років та 10,6 % осіб у віці 65 років та старших.
Цивільне працевлаштоване населення становило 8824 особи. Основні галузі зайнятості: освіта, охорона здоров'я та соціальна допомога — 26,1 %, роздрібна торгівля — 14,6 %, виробництво — 13,9 %.